# Chris Thile
Chris Thile, (Oceanside, 1981. február 20. –) amerikai dzsesszzenész, mandolinos, énekes, multiinstrumentalista. Rádiós személyiség, aki leginkább a progresszív akusztikus trióból − a Nickel Creekből − és az akusztikus folk- és bluegrass kvintettből, és a Punch Brothersből ismert. 2016-tól annak 2020-as megszűnéséig a „Live from Here” című rádiós varietéműsort vezette.

## Pályafutása
Thile dédapja Hamburgból emigrált az Egyesült Államokba. Thile Kaliforniában nőtt fel. Ötéves korában kezdett mandolinon játszani. Nyolcéves korában édesapjával, Scott Thile-lal megalapította a Nickel Creek együttest, amelynek első albuma 1993-ban jelent meg. 1994-ben jelent meg első szólóalbuma, a „Leading Off”. Ekkor a tizenhároméves volt.
A Nickel Creek 2007-es − ideiglenes – megszűnése után Thile szólóalbumokat vett fel, amelyek közül a legsikeresebb − „How to Grow a Woman from the Ground?” (2007) − vezetett a Punch Brothers megalapításához. Mark Meatto ezt a karrierlépést dokumentálta a „How to Grow a Band” (2011) című filmjében.
Stuart Duncan, Edgar Meyer, Aoife O’Donovan és a Yo-Yo Ma közreműködésével készült „The Goat Rodeo Sessions” (2011) című album 2013-ban elnyerte a legjobb folkalbumnak járó Grammy-díjat. Ugyanebben az évben Thile kiadott egy klasszikus zenei albumot (Johann Sebastian Bach: Sonatas and Partitas, Vol. 1).
2014 márciusában jelent meg az A „Dotted Line” című album a Nickel Creek újra megjelenésének részeként. A zenekar 2013 novemberében léptek fel a Coen testvérek „Inside Llewyn Davis” (2013) című filmjének promóciós eseményén, amelynek zenéjéhez Thile is hozzájárult. Ugyanebben az évben kiadta a „Bass & Mandolin” című albumot Edgar Meyer nagybőgőssel, amelyért újabb Grammy-díjat kapott.
A Kentucky állambeli Murray State University 2014 őszén „Kiemelkedő Öregdiák-Díjjal” tüntette ki volt hallgatóját. 2016-ban felvette a „Chris Thile & Brad Mehldau” című dupla albumot, amely 2017 januárjában jelent meg a Nonesuch Records gondozásában. 2017 áprilisában jelent meg a „Bach Trios” című albumuk a Yo-Yo Mával és Edgar Meyerrel. Egy 2017-ben európai turné részeként szerepelt az az új hamburgi Elbphilharmonie-ban. 2017. őszén duóban lépett fel Brad Mehldau-val a Leverkusen Jazz Days-en.
2013. december 23. óta Claire Coffee színésznő a felesége. Első gyermekük 2015. májusában született.

## Lemezválogatás

### Nickel Creek
- Nickel Creek (2000)
- This Side (2002)
- Why Should the Fire Die? (2005)
- A Dotted Line (2014)

### Szóló
- Not All Who Wander Are Lost (2001)
- Deceiver (2004)
- How to Grow a Woman from the Ground (2006)
- Bach: Sonatas and Partitas, Vol. 1 (2013)
- Thanks For Listening (2017; Radioshow)

### Punch Brothers
- Punch (2008)
- Antifogmatic (2010)
- Who's Feeling Young Now? (2012)
- Ahoy! (2012) EP
- The Phosporescent Blues (2015)
- The Wireless (EP, 2015)
- All Ashore (2018)

## Filmek
- Mark Meatto: „How to Grow a Band” (2011; dokumentumfilm)
- Coen testvérek: „Inside Llewyn Davis” (2013)

## Díjak és jelölések
- 1997: Grammy-díj: Best Bluegrass Album: True Life Blues: The Songs of Bill Monroe
- 1997: jelölés: Grammy-díj: Best Country Instrumental Performance: „Scotland” from True Life Blues: The Songs of Bill Monroe
- 1997: IBMA[2] award: Album of the Year: True Life Blues: The Songs of Bill Monroe
- 2001: IBMA award: Mandolinist of the Year
- 2002: Grammy-díj: Best Contemporary Folk Album : This Side (with Nickel Creek)
- 2005: jelölés: Grammy-díj: Best Engineered Album, Non-Classical: Deceiver
- 2006: jelölés: Grammy-díj: Best Country Instrumental Perfmance: „The Eleventh Reel”
- 2007: BBC's Folk Musician of the Year
- 2007: jelölés: IBMA: Mandolinist of the Year
- 2008: jelölés: Americana Music Association Instrumentalist of the Year
- 2012: jelölés: Grammy-díj: Best Bluegrass Album: Sleep with One Eye Open (with Michael Daves)
- 2012: MacArthur Fellowship ($500,000 'Genius Grant')
- 2013: Grammy-díj: Best Folk Album: The Goat Rodeo Sessions (with Yo-Yo Ma, Stuart Duncan, és Edgar Meyer)